# Spodnji Prekar
Spodnji Prekar – wieś w Słowenii, w gminie Moravče. W 2018 roku liczyła 49 mieszkańców.